# Arthur Schulz (Jurist)
Arthur Schulz (* 8. Dezember 1878 in Joneiten, Kreis Niederung, Preußisch Litauen; † 22. November 1917 in Königsberg i. Pr.) war ein deutscher Jurist und Sozialdemokrat.

## Leben
Arthur Schulz war der Sohn von Ferdinand und Agnete Schulz. Er besuchte das Gymnasium in Tilense und studierte an der Friedrich-Wilhelm-Universität zu Berlin, der Universität Leipzig und an der Kaiser Wilhelm Universität Straßburg Rechtswissenschaften und Staatswissenschaften.
In Berlin hörte er zwei Semester u. a. Vorlesungen bei Bornhak, Delbrück, Hintze, Lasson, Jastrow, Paulsen, Erich Schmidt, Schmoller, Seckel, Simmel, Sternfeld, Adolf Wagner und Wilamowitz-Moellendorf.
In Leipzig hörte er ein Semester Vorlesungen u. a. bei Binding, Bücher, Lamprecht, Adolf Schmidt, Sohm und Wundt.
Ein weiteres Semester studierte er in Straßburg und hörte u. a. bei Leitschuh, Mayer, Schultze, Wlassak, Windelband und Ziegler.
Er unterbrach sein Studium und legte die erste und zweite Staatsprüfung ab. In München war er für einige Zeit Privatsekretär von Lujo Brentano. Am 29. Juli 1902 promovierte er an der Albertus-Universität Königsberg| zum Thema „Kornzoll, Kornpreis und Arbeitslohn“. Dort hatte er Vorlesungen von Arndt, v. Blume, Busse, Diehl, Gareis, Gerlach, Gradenwitz, Güterbock, Hubrich, Rosenfeld, Schirmer und Zorn besucht.
Seit 1908 lieferte er zahlreiche Artikel für die Sozialistischen Monatshefte von Joseph Bloch. Außer zahlreichen Artikeln zu agrarpolitischen Themen verfasste er auch die Rundschau Agrarpolitik für die Zeitschrift. Schulz diente als Unteroffizier an der Westfront und wurde im Frühjahr 1917 zum Kriegsamt in Königsberg versetzt. Sein Bruder Fritz Schulz verwaltete das Familiengut bis zum Beginn des Weltkrieges. Der Bruder fiel in der Schlacht am Yserkanal in Flandern am 10. November 1914. Arthur Schulz übernahm dann die Gutsverwaltung und starb unverheiratet 1917. In seinem Testament bestimmte er das vererbte Vermögen, das „Schulzsche Institut“ (Institut für Rußlandkunde), durch die Königsberger Universität, zwecks Informationsaustausch zwischen Deutschland und Russland zu verwenden, wie Ludwig Quessel berichtete.

## Veröffentlichungen
- Kornzoll, Kornpreis und Arbeitslohn. (Pierer, Altenburg 1902) Dissertation Königsberg 1902 (36 Seiten).Universitäts- und Stadtbibliothek Köln
- Kornzoll, Kornpreis und Arbeitslohn. Ein Beitrag zur Handelspolitik und zur Lehre vom Arbeitslohn. Duncker & Humblot, Leipzig 1902. (158 Seiten)
- Ökonomische und politische Entwicklungstendenzen in Deutschland. Ein Versuch die Autonomieforderung der süddeutschen sozialdemokratischen Landesorganisationen theoretisch zu begründen. G. Birk, München 1909.
- Zur Agrartheorie und -politik der deutschen Sozialdemokratie. Georg C. Steinicke, München 1914. (=Schriften der Münchner Freien Studentenschaft, Heft 2) Digitalisat ECONBIZ

## Beiträge in den Sozialistischen Monatsheften
- Agnes Miegel. 8=10 (1904), Heft 6, S. 448–453. Digitalisat (FES)
- Die landwirtschaftlichen Arbeiter. 12=14 (1908), Heft 25, S. 1578–1594. Digitalisat (FES)
- Großbetrieb und Kleinbetrieb in der Viehhaltung und Viehzucht.  13=15 (1909), Heft 7, S. 417–429.Digitalisat (FES)
- Der landwirtschaftliche Groß- und Kleinbetrieb im Spiegel der Leipziger Wanderausstellung.  13=15 (1909), Heft 19/20, S. 1238–1248. Digitalisat (FES)
- Das dänische Beispiel. 13=15(1909), Heft 21, S. 1350–1358. Digitalisat (FES)
- Agrarpolitische Aufgaben der preußischen Sozialdemokratie. 13=15 (1909), Heft 26, S. 1676–1690. Digitalisat (FES)
- Freihandel in der Landwirtschaft. 14=16 (1910), Heft 3, S. 168–181. FES
- Prairievieh- und Frostfleischeinfuhr oder Eigenfleischversorgung. 15=17 (1911), Heft 2, S. 97–105. Digitalisat (FES)
- Ist eine Steigerung der deutschen landwirtschaftlichen Tierproduktion möglich? 15=17 (1911), Heft 3, S. 174–187. Digitalisat (FES)
- Volksernährung und innere Kolonisation im Osten Deutschlands. 15=17 (1911), Heft 6, S. 381–396. Digitalisat (FES)
- Die volkswirtschaftliche Bedeutung des Bauernguts und der Binnensiedelung. 15=17 (1911), Heft 10, S. 613–627. Digitalisat (FES)
- Landwirtschaft und Industrie in Ostdeutschland. 15=17 (1911), Heft 15, S. 943–947. Digitalisat (FES)
- Zum landwirtschaftlichen Produktionsproblem . 15=17 (1911), Heft 16, S. 1028–1036. Digitalisat (FES)
- Bodenverstaatlichung oder Güteraufteilung? 15=17 (1911), Heft 18/20, S. 1212–1218. Digitalisat (FES)
- Zur Abwehr der Lebensmittelteuerung. 15=17 (1911), Heft 23, S. 1463–1473. Digitalisat (FES)
- Sozialdemokratie und innere Kolonisation. 15=17 (1911), Heft 26, S. 1644–1650. Digitalisat (FES)
- Die Sozialdemokratie und die ostdeutschen Landarbeiter. 16=18 (1912), Heft 2, S. 91–97. Digitalisat (FES)
- Das Vordringen des landwirtschaftlichen Familienbetriebs und des Kleingrundbesitzes in Ostelbien. 16=18 (1912), Heft 7, S. 424–439. Digitalisat (FES)
- Sozialdemokratie, Landarbeitergewerkschaft, Landarbeiteransiedlung. 16=18 (1912), Heft 13, S. 790–804. Digitalisat (FES)
- Die Sozialdemokratie und die süd- und westdeutschen Klein- und Mittelbauern. 16=18 (1912), Heft 16, S. 961–973. Digitalisat (FES)
- Divergierende Tendenzen in der Fortbildung unserer Wirtschaftsverfassung? 16=18 (1912), Heft 22, S. 1348–1364. Digitalisat (FES)
- Noch Einiges zur Frage des Kleinbetriebs und Kleinbesitzes in der Landwirtschaft. 16=18 (1912), Heft 24, S. 1504–1516. Digitalisat (FES)
- Agrarpolitische Lehren Mitteldeutschlands für Preußen und unsere Partei. 16=18 (1912), Heft 25, S. 1538–1549… Digitalisat (FES)
- Die deutschen Landarbeiter und ihre Gewerkschaft. 16=18 (1912), Heft 26, S. 1611–1622. Digitalisat (FES)
- Agrartheoretische und agrarpolitische Wandlungen in der deutschen Sozialdemokratie. 19 (1913), Heft 3, S. 153–165. Digitalisat (FES)
- Güterzertrümmerung. 19 (1913), Heft 5, S. 294–308. Digitalisat (FES)
- Familienfideikommisse.  19 (1913), Heft 7, S. 399–406. Digitalisat (FES)
- Preußische Domänenpolitik. 19 (1913), Heft 10, S. 608–618. Digitalisat (FES)
- Der landwirtschaftliche Klein- und Mittelbetrieb als Marktwirtschaft. 19 (1913), Heft 15, S. 911–919. Digitalisat (FES)
- Der neue Agrarprogrammanlauf und die Lehren der südwestdeutschen Landwirtschaft. 19 (1913), Heft. 16/17, S. 981–991. Digitalisat (FES)
- Die Entwickelungsstufen der Agrartheorie und Agrarpolitik der deutschen Sozialdemokratie. 19 (1913), Heft 18/20, S. 1109–1118. Digitalisat (FES)
- Die sozialdemokratische Agrarstudienkommission und das landwirtschaftliche Betriebsproblem.  19 (1913), Heft 21, S. 1276–1292. Digitalisat (FES)
- Ausschaltung verteuernden Zwischenhandels in einheimischen Agrarprodukten. 19 (1913), Heft 23, S. 1499–1514. Digitalisat (FES)
- Zur landwirtschaftlichen Bodenpolitik in Bayern. 20 (1914), Heft 2, S. 92–108. Digitalisat (FES)
- Einwände und Zugeständnisse. 20 (1914), Heft 5, S. 288–302. Digitalisat (FES)
- Der Grundteilungsgesetzentwurf und die sozialdemokratische Landtagsfraktion in Preußen.  20 (1914), Heft 8, S. 467–480. Digitalisat (FES)
- Landarbeiterverband und Landarbeiteransiedlung. 20 (1914), Heft 12/13, S. 800–809.Digitalisat (FES)
- Sind die Angriffe gegen die deutsche Landwirtschaft berechtigt? 21 (1915), Heft 25, S. 1285–1295. Digitalisat (FES)
- Die Kriegskartoffelpolitik, die Schweinemassenschlachtung und unsere Partei. 22 (1916), Heft 2, S. 82–101. Digitalisat (FES)